# Jordan Aviation
Pour les articles homonymes, voir Jordan.
 (mars 2018).
Si vous disposez d'ouvrages ou d'articles de référence ou si vous connaissez des sites web de qualité traitant du thème abordé ici, merci de compléter l'article en donnant les références utiles à sa vérifiabilité et en les liant à la section « Notes et références ».
Jordan Aviation est une compagnie aérienne basée à Amman, en Jordanie. Elle opère dans le monde entier des services réguliers et des vols charters, principalement au Moyen-Orient, en Europe et en Afrique. Son principal hub est l'Aéroport international Reine-Alia.
Jordan Aviation est un membre de l'Arab Air Carriers Organization.

## Histoire

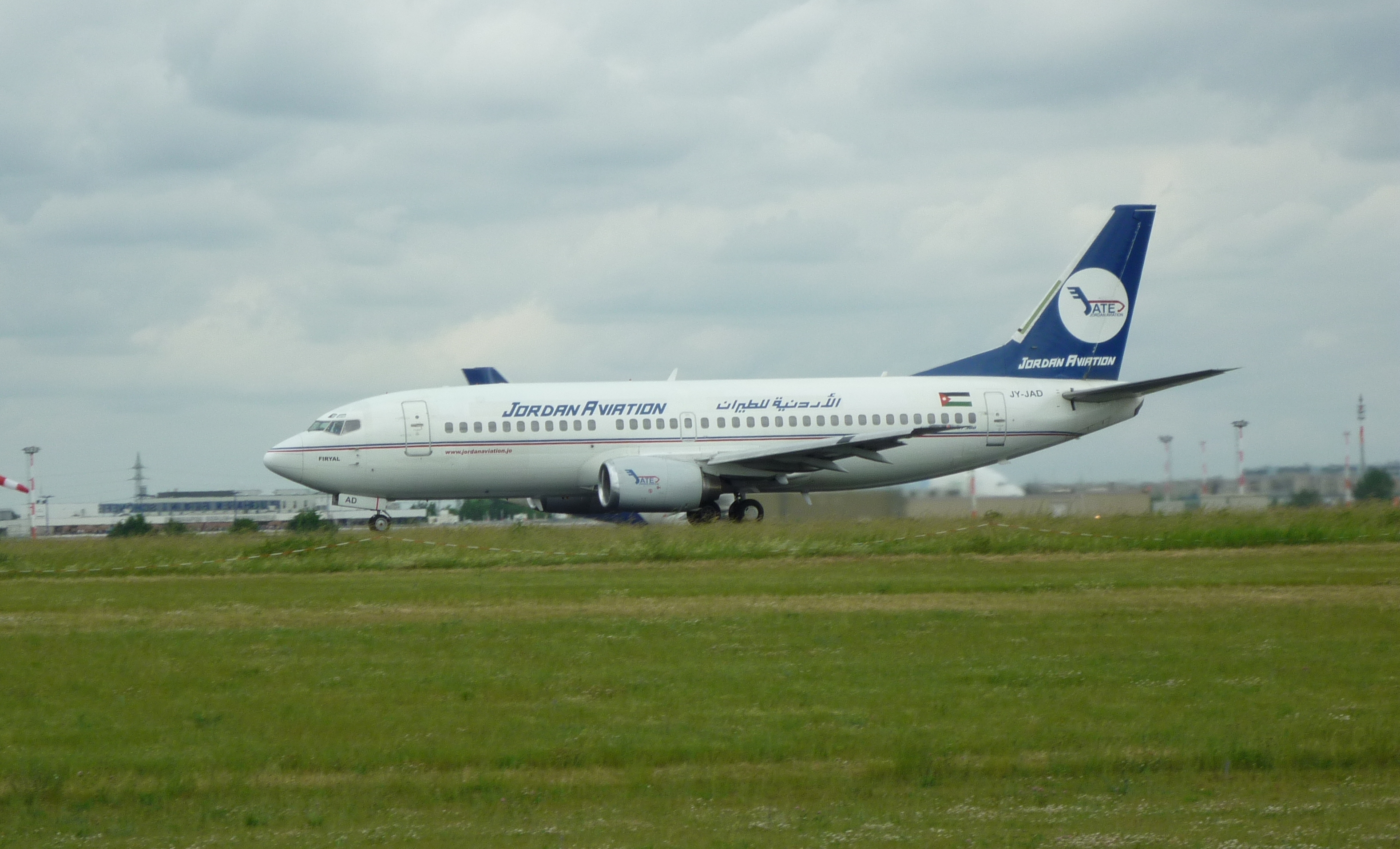
Boeing 737 de la Jordan Aviation.

La compagnie aérienne a été créée en 1998 et a obtenu son certificat d’exploitant aérien en 2000, commençant ses opérations en octobre de la même année à bord d'un premier Boeing 737-400. Elle a lancé des services depuis Amman en tant que première compagnie aérienne charter privée de Jordanie.
En 2003, la compagnie développe ses activités avec l'arrivée d'un nouveau type d'avion l'Airbus A310 avec une portée et une capacité plus grandes.
En 2006, Jordan Aviation obtient l'accréditation IOSA et est membre de l'AITA.

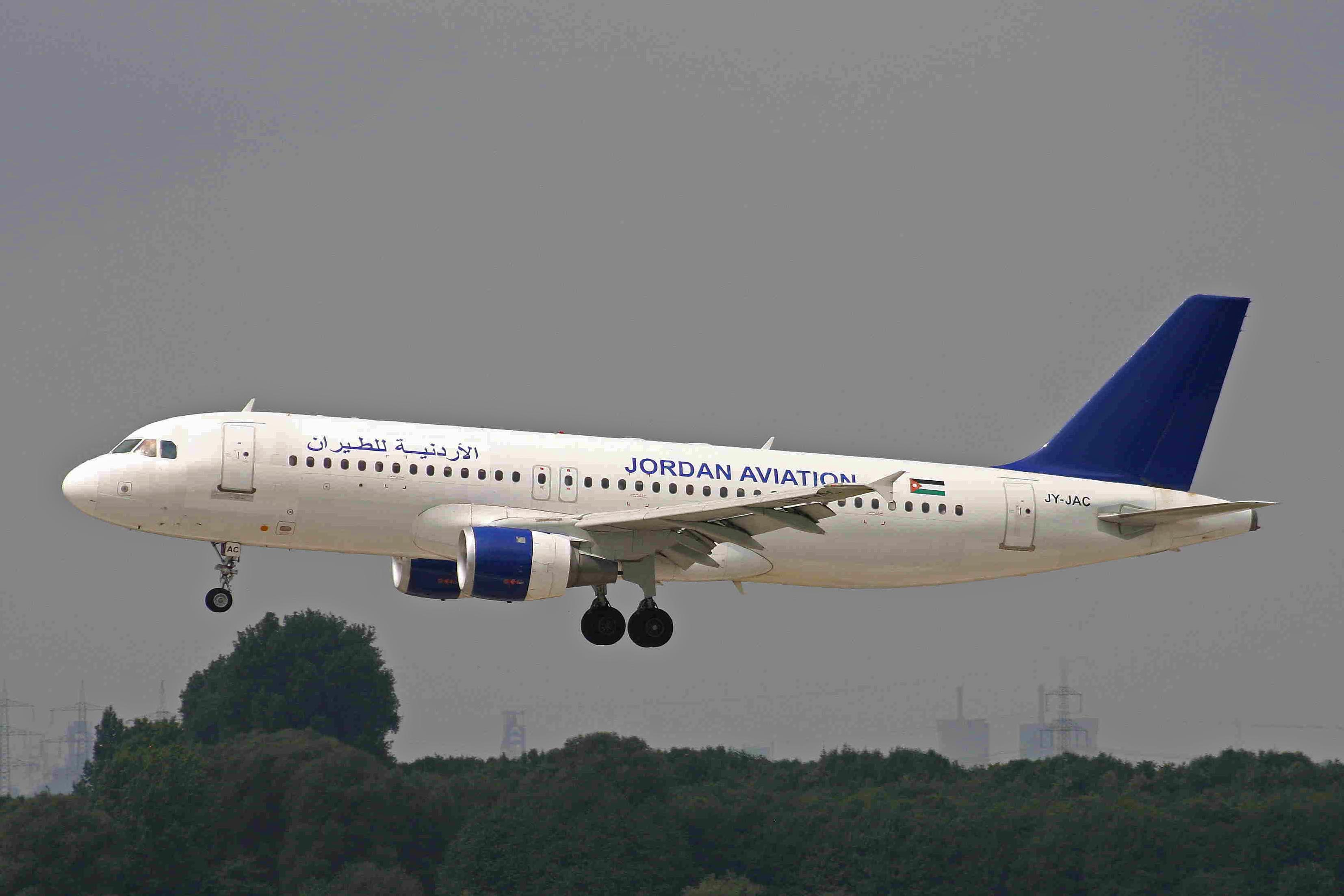
Un A320 de Jordan Aviation en 2011

Jordan Aviation exploite un réseau de routes varié avec un AOC mondial. La société offre des vols de «location avec équipage» aux transporteurs aériens qui ont besoin d'une capacité supplémentaire. Des vols charter de vacances sont également opérés à partir de ses bases d'Amman. Jordan Aviation appartient à Mohamed Al-Khashman (président et chef de la direction) et Hazem Alrasekh, et compte plus de 900 employés (en juin 2012).
La compagnie a transporté des Casques bleus des Nations unies dans le cadre de missions humanitaires.
En 2010, la compagnie emménage dans ses propres installations à l'aéroport d'Amman, qui rassemblent toutes les sections qui gèrent et contrôlent les avions.
En 2011, la livrée change et la compagnie adopte des nouvelles couleurs.

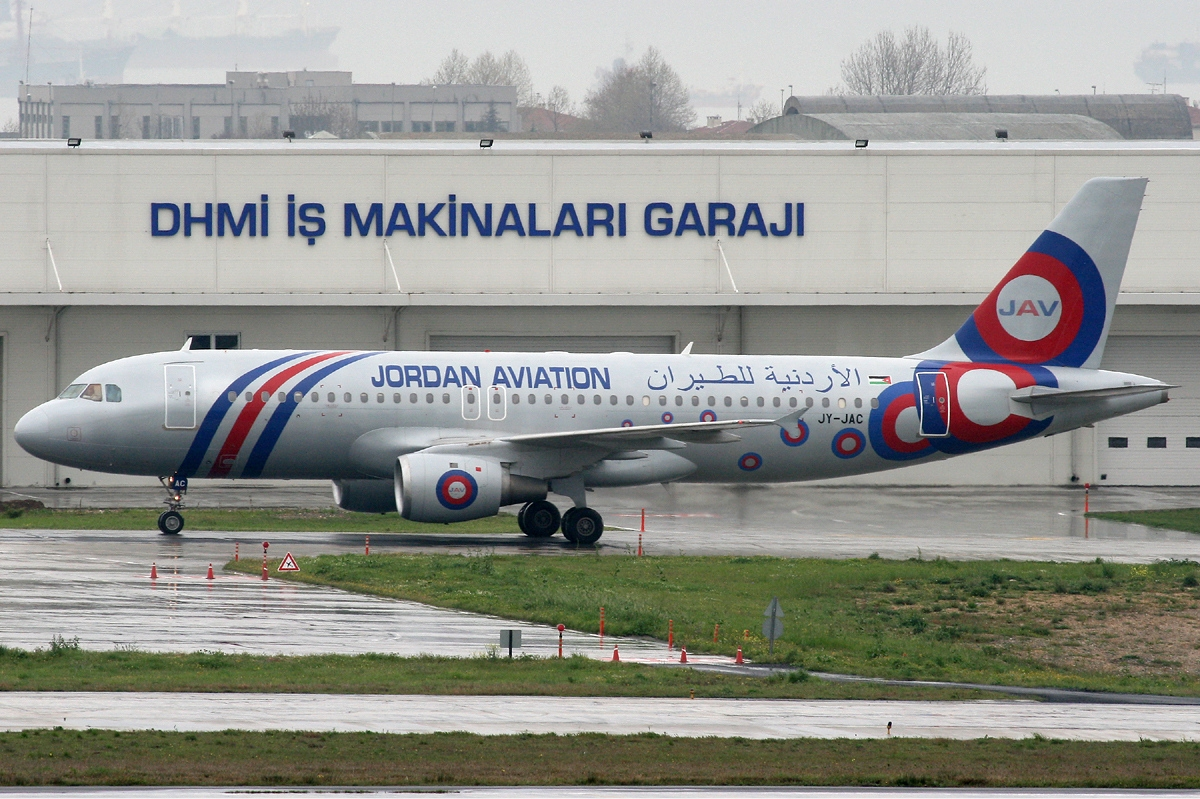
Un Airbus A320 avec les couleurs actuelles de la compagnie

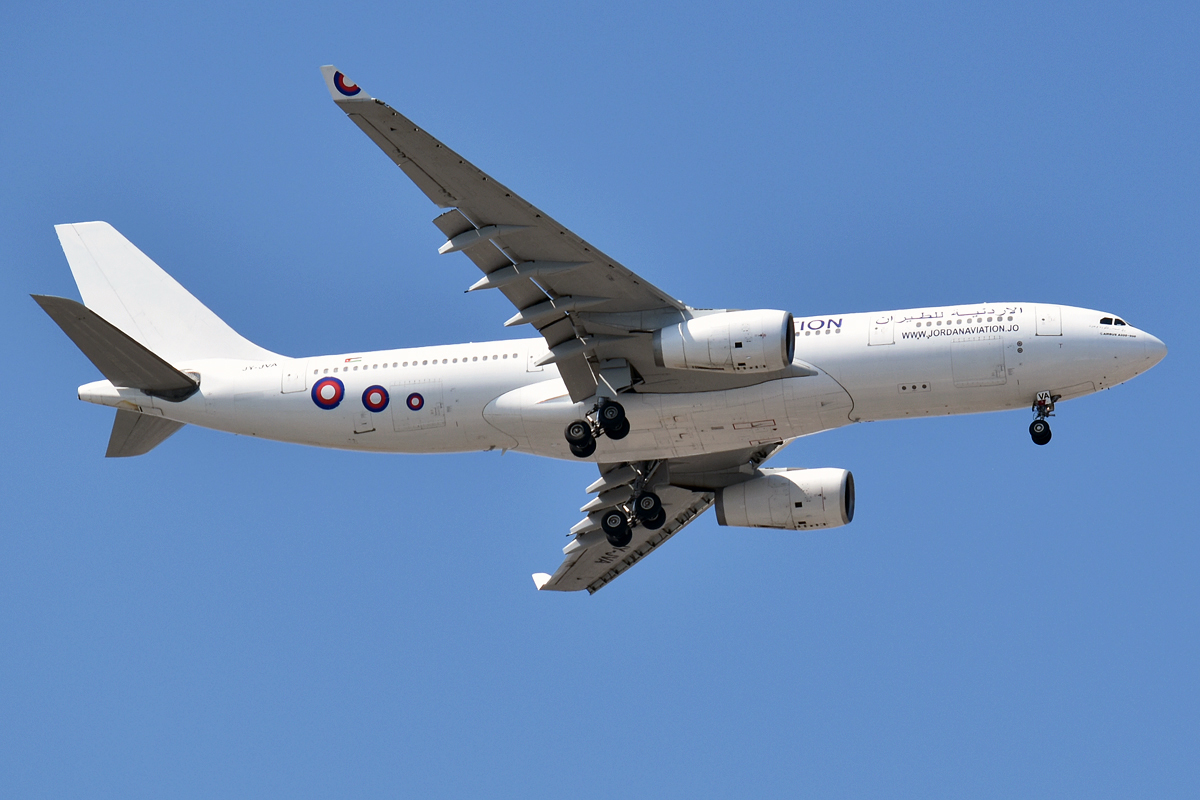
Un Airbus A330-243 en vol

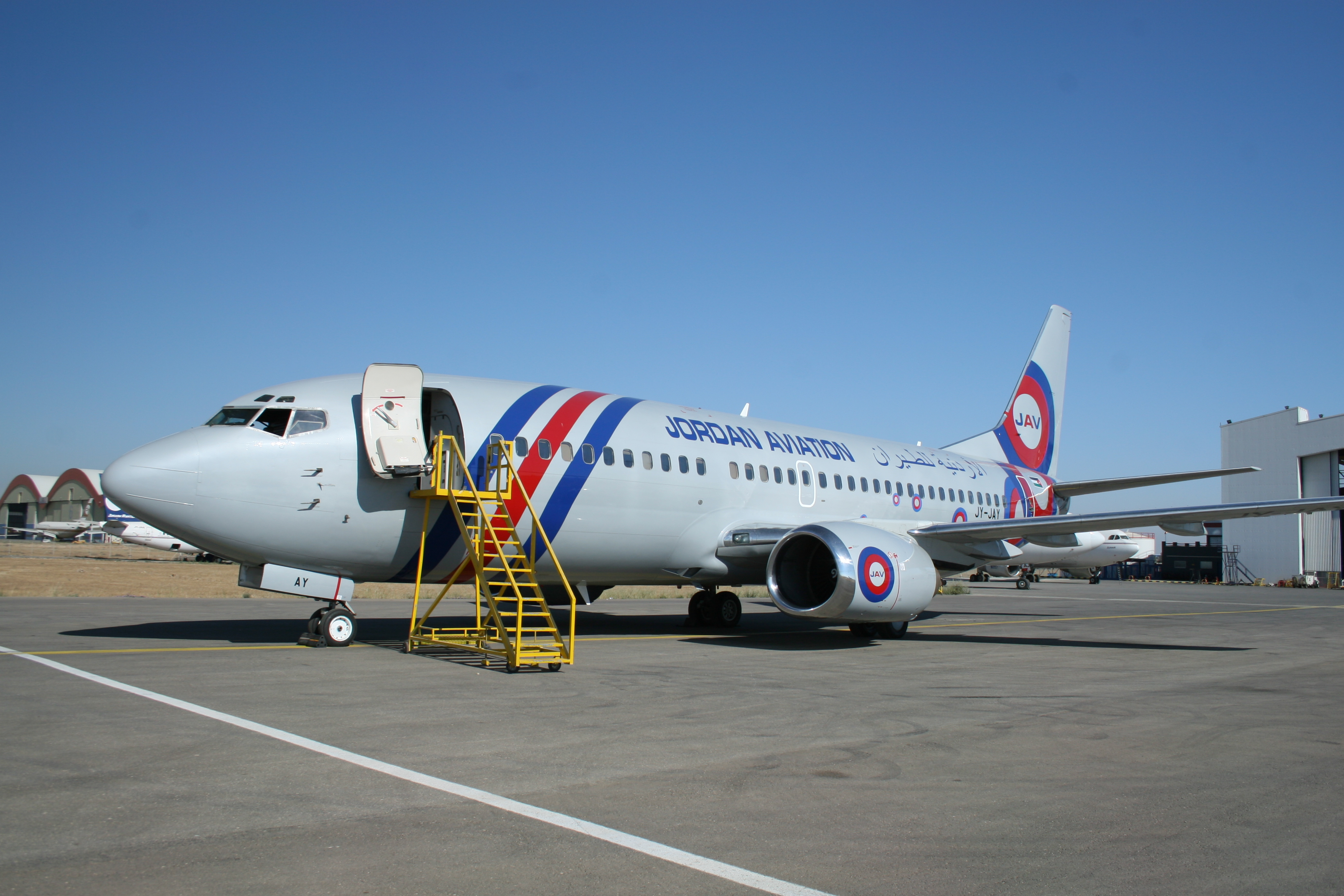
Un Boeing 737-300 au sol de Jordan Aviation

## Flotte
La flotte de la compagnie est constituée de la manière suivante (en février 2021) :
Anciens appareils de la compagnie : 
- Airbus A310-200
- Airbus A310-300
- Boeing 737-200
- Boeing 737-500